# Gavril Radomir bolgár cár
Gavril Radomir (bolgárul: Гаврил Радомир), (? – 1015. május 22.) bolgár cár 1014-től haláláig.
Édesapját, Sámuel bolgár cárt követte a trónon. Csakhamar ellenkirálya támadt unokaöccse, Iván Vladiszláv személyében, aki Gavril Radomirt megölte Ohridban.
Felesége (Helena) Árpád-házi Ilona (986–1026), Géza fejedelem és Sarolt lánya. Fia Petrosz Deleanosz Radomir. 
Sámuel bolgár cár a fia számára kérte és kapta meg Ilona kezét I. (Szent) Istvántól. Nagy létszámú fegyveres kísérettel indult Bulgária macedóniai központjába, a cári székhelyre, Ohridba. A vőlegény, Radomir herceg már középkorú, s már jó ideje első ágyasa egy görög származású rabszolganője, aki ekkorra már több gyermeket is szült neki. A bolgár–magyar házasságkötés magyarázata: a római pápa még mindig reménykedett abban, hogy Bulgária hátat fordít a görög kereszténységnek, és a római egyházhoz csatlakozik. Sámuel cár erre nem volt hajlandó. Ilona csak a női kíséretével vigasztalódhatott az idegen környezetben. A pár öt évig élt együtt, 1008-ban Radomir elűzte Ilonát, miközben az már gyermekét várta. Az ok valószínű az lehetett, hogy Ajtony legyőzése után a magyarok nem siettek a bolgárok segítségére katonai sereggel. Ilona hazatért Magyarországra. István bátyjától birtokokat kapott, itt szülte meg fiát, Deljánt (görögül Petrosz Deleanoszt).
1014 júliusában II. Baszileiosz (Bolgárölő) bizánci császár megsemmisítő erővel tört a bolgár cár  seregeire. 15 ezer hadifoglyot vakíttatott meg felhevített kardokkal. A nyomorultakat egy-egy félszeműnek meghagyott társuk vezette százas csoportokban a megszégyenített Sámuel elé. A bolgár uralkodó szívrohamot kapott, és szörnyethalt. Bolgárölő 1018-ban ünnepi pompával bevonult Ohridba. A fejedelmi család tagjait rabláncra fűzve hurcoltatta a konstantinápolyi palotához. István csapatai itt a bizánci oldalon harcoltak, bár István megkímélte a legyőzötteket, csak ereklyéket hozott magával. Ilona fia később, elszökve a magyar fővárosból, Bulgáriában eljutott Morovosig (ma Branizova), illetve Belgrádig, és felrázta a bolgár népet. Mindez már Ilona halála után történt. 1041-ben, 28 évesen csatában halt meg. Mások szerint Szalonikiben megvakították. Ilona 40 évesen halt meg.